# Veit Solbrig
Veit Solbrig (* 17. September 1843 in Fürth; † 9. September 1915 in München) war ein deutscher Arzt und Fachautor.

## Leben
Veit Solbrig war ein Sohn von Karl August von Solbrig (1809–1872), „Irrenarzt“, Professor und Direktor der Kreisirrenanstalt in München, und seiner Frau Ida, geb. Neubrenner. 1861 legte er am Maximiliansgymnasium in München die Abiturprüfung ab, unter anderem mit Philipp Brunner und Hermann Dietz. Im Anschluss begann er ein Medizinstudium an der Ludwig-Maximilians-Universität in München, wo er Mitglied des Corps Franconia wurde. 1867 schloss er seine Studien mit der Promotion zum Dr. med. ab. In seiner Dissertationsschrift schilderte und analysierte er seine 1864 und erneut 1865 bei Obduktionen zugezogenen Infektionen mit Leichengift. 
1868 heiratete er die Kaufmannstochter Antonie Anna Mathilde Rosipal (1848–1927), aus der Ehe gingen drei Töchter hervor.
Nach vorübergehender Tätigkeit als Bataillonsarzt im 3. berittenen Artillerie-Regiment in München wurde er 1876 zum Assistenzarzt 1. Klasse und Stabsarzt, 1886 zum Oberstabsarzt und 1889 zum Oberstabsarzt 1. Klasse und Referent im Kriegsministerium ernannt. 1895 erfolgte seine Versetzung als Chefarzt zum Garnisonslazarett „unter Wahrnehmung der divisionsärztlichen Funktion“ bei der 1. Division, 1896 die Tätigkeit als Regimentsarzt im 1. Schweren Reiter-Regiment, 1899 die Beförderung zum Corpsarzt des 1. Armee-Corps und Ernennung zum Generalarzt. 1900 trat er in den Ruhestand.
1889 erhielt Veit Solbrig das Bürgerrecht in München. Als passionierter Cellist schon seit seiner Schulzeit initiierte er einen Kammermusikkreis, unter dessen Mitgliedern unter anderem Max von Schillings war. Freundschaftliche Beziehungen bestanden auch zu zeitgenössischen Komponisten und Dirigenten wie Hermann Levi, Richard Wagner, Franz Lachner, Julius Weismann und Franz Wüllner. Seine Musikaliensammlung von ca. 700 Bänden erwarb 1928 die Pfälzische Landesbibliothek aus dem Nachlass. Aus Solbrigs Besitz stammte auch Hans Thomas Gemälde von 1886, „Amor erspäht die Liebenden“; es war 2019 in einer Münchner Kunstauktion.
Solbrig wurde auf dem Münchner Nordfriedhof beigesetzt. Adolf von Hildebrand, mit dem Solbrig befreundet war, entwarf sein Grabdenkmal mit der Figur einer Cellospielerin, das 1921 fertig gestellt wurde.

## Auszeichnungen
- 1866: Bayerischer Verdienstorden, Ritterkreuz 1. Klasse
- 1871: Militärverdienstorden (Bayern), Ritterkreuz  2. Klasse.
- 1894: Erlaubnis zu Annahme und Tragen des Orden Karls III.
- 1900: Abschied mit der gesetzlichen Pension unter Verleihung des Offizierskreuzes des Bayerischen Militär-Verdienstordens

## Schriften
- Angina diphtheritica. Eine Selbstbeobachtung. Dissertatio inauguralis. Druck: J. G. Weiss, München 1867.
- 100 croupöse Pneumonien (Aus dem K. Garnisonslazarethe München). In: Festschrift dem ärztlichen Verein München zur Feier seines 50-jährigen Jubiläums gewidmet von seinen Mitgliedern. M. Rieger, München 1883, S. 218–234.